# 卡錫克·蘇布拉
卡錫克·蘇布拉（英語：Karthik Subbaraj，1983年3月19日—），印度男導演、製片人及編劇，主要在考萊塢工作，著名作品如電影《披薩》（2012年）、《冷酷的心》（2014年）、《終極舍監》（2019年）、《馬漢》（2022年）和《黑幫電影夢2》（2023年）。他在2016年創立了製片公司石凳創作。

## 早年
卡錫克·蘇布拉生於泰米尔纳德邦马杜赖，完成當地SBOA預科與高中的學業後，至蒂亞加拉賈爾工程學院學習機電工程學。在大學期間，他參與過舞台和短劇表演。父親加賈拉吉（Gajaraj）是演員，曾在《拒绝曝光的村庄》（2014年）和《卡巴里》（2016年）等多部電影中擔任配角。
他在馬杜賴製作了短片《顯示錯誤》（Kaatchipizhai），該片被泰米爾語節目《明日導演》（Nalaya Iyakunar）選上。

## 作品列表

### 電影
| 年份 | 標題             | 職位             | 附註               |
| ---- | ---------------- | ---------------- | ------------------ |
| 2012 | 《披薩》         | 導演、編劇、故事 |                    |
| 2014 | 《冷酷的心》     | 導演、編劇       |                    |
| 2015 | 《長椅有聲電影》 | 導演             | 章節：〈水〉（Neer）   |
| 2016 | 《阿瓦爾》       | 監製             |                    |
| 2016 | 《女神》         | 導演、編劇       |                    |
| 2021 | 《不吃草的鹿》   | 監製             |                    |
| 2018 | 《汞》           | 導演、編劇       |                    |
| 2019 | 《終極舍監》     | 導演、編劇       |                    |
| 2020 | 《企鵝》         | 監製             |                    |
| 2020 | 《新的黎明》     | 導演、編劇       | 章節：〈奇蹟〉（Miracle） |
| 2021 | 《黑白世界》     | 導演、編劇       |                    |
| 2022 | 《馬漢》         | 導演、編劇       |                    |
| 2022 | 《風波裡的小丑》 | 監製             |                    |
| 2022 | 《警妻的反擊》   | 監製             | 泰盧固語電影       |
| 2023 | 《黑幫電影夢2》  | 導演、編劇、監製 |                    |
| 2025 | 《规则改变者》   | 故事             | 泰盧固語電影       |
| 2025 | 《黑道逆行》     | 導演、編劇       |                    |

### 電視
| 年份 | 標題         | 職位       | 附註               |
| ---- | ------------ | ---------- | ------------------ |
| 2018 | 《假笑》     | 監製       |                    |
| 2020 | 《三人組》   | 監製       |                    |
| 2021 | 《九情九繹》 | 導演、編劇 | 單集：〈平靜〉（Peace） |
| 2021 | 《謎蔭》     | 監製       |                    |

## 外部連結
- 卡錫克·蘇布拉在互联网电影资料库（IMDb）上的資料（英文）